# Tomás Balduíno
Tomás Balduíno, nato Paulo Balduíno de Sousa Décio (Posse, 31 dicembre 1922 – Goiás, 2 maggio 2014), è stato un vescovo cattolico brasiliano.

## Biografia
Nato a Posse, in Brasile, il 31 dicembre 1922, è entrato nella Ordine dei frati predicatori ed è stato consacrato sacerdote con il nome di Frei Tomás il 4 luglio 1948.
Il 15 agosto 1967 è stato nominato prelato coadiutore di Santíssima Conceição do Araguaia.
Consacrato vescovo di Goiás il 26 novembre 1967, si è ritirato, per raggiunti limiti d'età, il 2 dicembre 1998.
Nell'aprile 2014 è stato ricoverato in ospedale per una decina di giorni; è morto il 2 maggio 2014 per una trombo-embolia polmonare.

## Successione
Il suo successore alla guida della diocesi di Goiás è il belga Dom Eugène Lambert Adrian Rixen.

## Impegno politico e sociale
Ha aderito alla Teologia della Liberazione. È stato nel 1972 tra i fondatori del Conselho Indigenista Missionário (Cimi), di cui è stato presidente dal 1980 al 1984. È stato anche tra i fondatori, nel 1975, della Commissione Pastorale della Terra, di cui è stato presidente dal 1999 al 2005. Ha appoggiato il Movimento sem terra.
Si è sempre battuto in favore degli Indios e dei poveri delle campagne. Filosofo e scrittore, è contrario alle élite economiche e politiche brasiliane, chiede da sempre la fine del latifondisimo e dei conflitti rurali a discapito dei contadini.

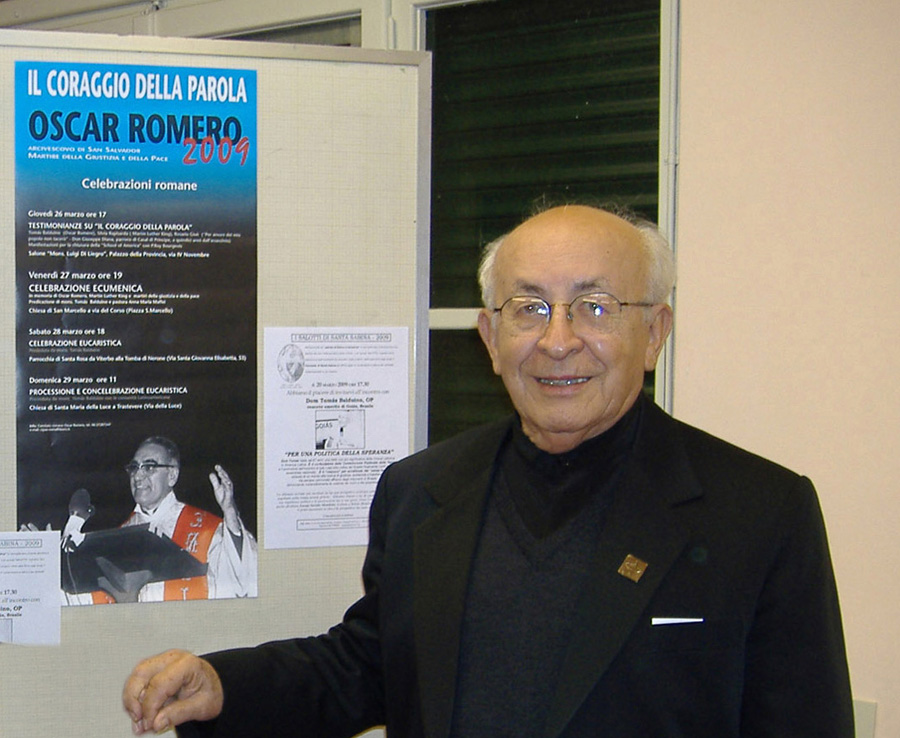
Dom Balduino, a Roma, fotografato con la locandina della conferenza su Mons. Romero, marzo 2009.

Uno dei suoi fini, è quello di far venire a galla la giustizia e punire i colpevoli dell'omicidio di Suor Dorothy Stang, la missionaria delle Sorelle di Nostra Signora di Namur assassinata nelle foreste del Mato Grosso il 13 febbraio 2005.
Dal 22 al 29 marzo 2009 ha partecipato a Roma alle Celebrazioni Romane in onore di Mons. Óscar Romero dal titolo Oscar Romero, il coraggio della parola.

## Genealogia episcopale
La genealogia episcopale è:
- Cardinale Scipione Rebiba
- Cardinale Giulio Antonio Santori
- Cardinale Girolamo Bernerio, O.P.
- Arcivescovo Galeazzo Sanvitale
- Cardinale Ludovico Ludovisi
- Cardinale Luigi Caetani
- Cardinale Ulderico Carpegna
- Cardinale Paluzzo Paluzzi Altieri degli Albertoni
- Papa Benedetto XIII
- Papa Benedetto XIV
- Cardinale Enrico Enriquez
- Arcivescovo Manuel Quintano Bonifaz
- Cardinale Buenaventura Córdoba Espinosa de la Cerda
- Cardinale Giuseppe Maria Doria Pamphilj
- Papa Pio VIII
- Papa Pio IX
- Cardinale Alessandro Franchi
- Cardinale Giovanni Simeoni
- Cardinale Antonio Agliardi
- Cardinale Basilio Pompilj
- Cardinale Adeodato Piazza, O.C.D.
- Cardinale Sebastiano Baggio
- Vescovo Tomás Balduíno, O.P.

## Opere
- L'era Wojtyla. Dialogo su questo papato, La meridiana, 2000 (con Alex Zanotelli)